# ブラバム・BT50
ブラバム・BT50 (Brabham BT50) は、ブラバムが1982年のF1世界選手権参戦用に開発したフォーミュラ1カー。デザイナーはゴードン・マレー。ネルソン・ピケとリカルド・パトレーゼがドライブした。

## 概要
BT49のフォード・コスワースV8自然吸気エンジン (3,000cc) に換えて、BMWの直4ターボエンジン  (1,500cc) を搭載した。BMW・M12/13はF2用2リッターエンジンをベースに開発されたもので、ドイツのKKK社製シングルターボを装備する。BT50は1981年イギリスグランプリのフリープラクティスで初めてテストされた。このときのラップタイムはBT49で記録した予選ベストラップより0.7秒遅かったが、トップスピードは24km/hも速かった。パワーもトルクも申し分なかったが、レースではエンジンの初期トラブルによるリタイアが多く、1度のテスト中に9回もエンジンブローを起こしたことがあった。
BT50はラップタイムこそ速かったが、安定性と信頼性に欠けたマシンだった。カーボンパネルで強化されたアルミモノコックやインボードの前後プルロッドサスペンションなど、多くの部分でBT49を踏襲していたが、NAエンジン用マシンだったBT49の進化型ではビッグトルク・ハイパワーのBMWエンジンにはダウンフォースも強度も不足していた。ギヤボックスはヒューランド製FG400のギヤにアルファロメオ製のケースを組み合わせたもので、1976年に開発されてから改良を加えながら使用してきたものだったが、やはり強度不足であることがシーズン中に判明した。
1982年は標高が高くターボエンジンが有利な開幕戦南アフリカグランプリから使用されたが、2台とも早々にリタイアし、第2戦ブラジルグランプリと第3戦アメリカ西グランプリはコスワースエンジンを搭載するBT49Dが使用された（第4戦は水タンク事件への抗議のためボイコット）。ネルソン・ピケは第5戦ベルギーグランプリから最終戦ラスベガスグランプリまでBT50をドライブしたが、リカルド・パトレーゼは第6戦モナコグランプリから第8戦までは再びBT49Dを使用した。シーズン出走32回（16戦×2ドライバー）のうち、BT49は9回、BT50は23回出走した。
ピケは第7戦デトロイトグランプリで予選落ちし、1週間後のカナダグランプリで優勝した。ドイツGPでもトップでも走行したが、周回遅れのエリセオ・サラザールと絡んで両者リタイアとなり、激昂したピケはマシンを降りてサラザールに駆け寄りパンチを見舞った。コンストラクターズ選手権はチームに関係なく「コンストラクター＋エンジン」の括りで順位が決まるため、ブラバム・BMWは7位（22ポイント）、ブラバム・フォードは9位（19ポイント）となった。

## ピット戦略
ブラバムはデザイナーのゴードン・マレーの発案により、第10戦イギリスグランプリからレース中にピットインして給油・タイヤ交換を行う戦略を導入した。スタート時の燃料搭載量を減らしてハイペースで走り、ピットインで給油とタイヤ交換を行ってまたハイペースで走るという戦略だった。この戦略によって、BMWエンジンの燃費の悪さを補い、終始ハイペースで走ることができた。また、満タンでのスタートではブーストを上げるなど戦略の幅が広がった。ピット作業の時間を短縮するため、BT50には3本のエアジャッキが装備され、ピットには高速インパクトレンチや高圧給油装置が用意された。また、マシンには燃料使用量をモニタリングするためにテレメトリーシステムが搭載され、BT50はF1で初めてテレメトリーシステムを搭載したマシンとなった。マレーは前年この作戦を思いつき、密かにピットクルーの訓練を重ねていたという。
初導入となったイギリスグランプリではトラブルで2台ともリタイアしたが、ピケがリタイア直前にピットインをテストした。次戦フランスグランプリではBMWエンジンのセットアップに悩み、予選ではパトレーゼ4位・ピケ6位とやや沈んだが、決勝では燃料搭載量を減らしてスタートする戦略を実行し、たった5周で1-2体制を築いた（結果は2台ともエンジントラブルでリタイア）。
1983年にはピット作戦を前提に、BT52の燃料タンクを小型化した。1984年にレース中の燃料給油は禁止されたが、タイヤ交換は以後も定着することになり、ピット作業の素早さが競われるようになった。

## F1における全成績
| 年     | No. | ドライバー           | 1   | 2   | 3   | 4   | 5   | 6   | 7   | 8   | 9   | 10  | 11  | 12  | 13  | 14  | 15  | 16  | ポイント | ランキング |
| 年     | No. | ドライバー           | RSA | BRA | USW | SMR | BEL | MON | DET | CAN | NED | GBR | FRA | GER | AUT | SUI | ITA | CPL | ポイント | ランキング |
| ------ | --- | -------------------- | --- | --- | --- | --- | --- | --- | --- | --- | --- | --- | --- | --- | --- | --- | --- | --- | -------- | ---------- |
| 1982年 | 1   | ネルソン・ピケ       | Ret |     |     |     | 5   | Ret | DNQ | 1   | 2   | Ret | Ret | Ret | Ret | 4   | Ret | Ret | 30       | 5位        |
| 1982年 | 2   | リカルド・パトレーゼ | Ret |     |     |     | Ret |     |     |     | 15  | Ret | Ret | Ret | Ret | 5   | Ret | Ret | 30       | 5位        |

- 太字はポールポジション、斜字はファステストラップ。(key)

## 参照
1. 1 2  『レーシングオン ブラバム特集号』三栄書房、2011年、pp.66 - 67頁。ISBN 9784779611759。
2. ↑  その後、1994年から2009年まで再び燃料給油が認められた。